# Green Bay Packers
A Green Bay Packers profi amerikaifutball-csapat, amely a Wisconsin állambeli Green Bayben székel. Az NFC északi divíziójában játszanak a Nemzeti Futball Ligában. Az együttes a harmadik legrégebben alapított gárda azok között, amelyek ma is az NFL-ben szerepelnek.
A Packers az 1920-as és az 1930-as évek kisvárosi csapatainak utolsó hírvivője. 1919-ben alapította Earl "Curly" Lambeau (róla nevezték el a stadiont, ahol a csapat játszik) és George Whitney Calhoun. A Packers gyökerei visszavezethetők több kisebb fél-profi csapatra, akik Green Bayben játszottak 1896 után. 1919-ben és 1920-ban a Packers fél-profi csapatként játszott wisconsini és középnyugati alakulatok ellen. A Packers az NFL elődjéhez, az Amerikai Profi Futball Szövetséghez (American Professional Football Association – APFA) 1921-ben csatlakozott, majd annak átnevezését követően azóta is tagja.
A Packers 13-szor nyert bajnokságot, többet, mint bármely más NFL-csapat, beleértve kilenc, a Super Bowl-korszakot megelőző bajnoki címet és négy Super Bowl-győzelmet (1967, 1968, 1996, 2010). A csapat ősi riválisa az Ugyancsak az NFC Északban szereplő Chicago Bears. A gárda másik fő ellenfele a Minnesota Vikings, aki szintén a csoport tagja. A Green Bay legnagyobb riválisai között megemlíthető a Dallas Cowboys is, akiket a Packers minden idők leghidegebb meccsén az 1967-es Ice Bowlban is legyőzött.
A Packers az egyetlen nonprofit, közösségi tulajdonú profi amerikaifutball-csapat az Egyesült Államokban.

## Története

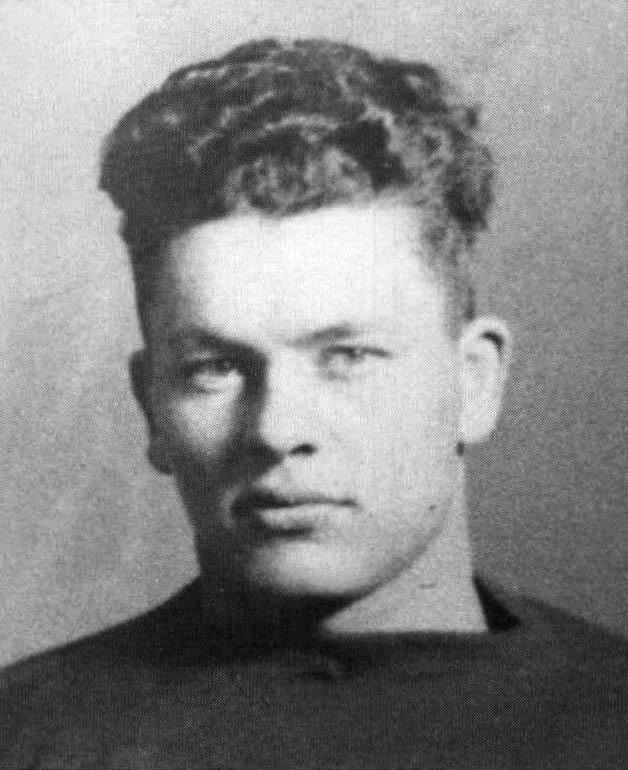
Curly Lambeau

A Green Bay Packerst 1919. augusztus 11-én a két korábbi gimnáziumi rivális Earl "Curly" Lambeau és George Whitney Calhoun alapította. Lambeau a mezeket a korábbi munkáltatójától, az Indian Packing Company-tól vette 500 dollárért, azzal a feltétellel, hogy a csapatot a vállalatról nevezik el. Napjainkban a „Green Bay Packers” a legrégibb még mindig használatban lévő név az NFL-ben, mind a város, mind a becenév terén.
1921. augusztus 27-én a Packers az egy évvel korábban alakult új nemzeti profi futball-liga tagja lehetett. Pénzügyi problémák miatt a csapatot az év közben megbírságolták, majd Lambeau új támogatókat talált a következő évben. Ezek a támogatók, akikek az „Öt Éhes” néven ismerünk, alkották meg a Green Bay Futball Szervezetet.

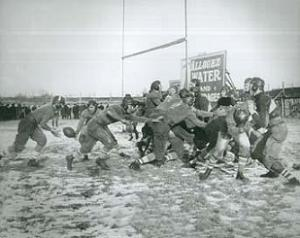
A Packers 1920-ban

1927-ben Lambeau csapata megszerezte az első helyét az NFL-ben. 1930-ban és 1931-ben is ligagyőztes lett, megelőzve a New Yorkot, Chicagót olyan dicsőségcsarnokba jutott hírességek segítségével, mint Mike Michalske, Johnny (Blood) McNally, Cal Hubbard és a született green bay-i Arnie Herber. 1932-ben is versenyben voltak az első helyért, de végül a harmadikon végeztek.
Az alabamai Don Hutson érkezésével 1935-ben volt a csapat a legtámadóbb a játék során. Hutson vezérlete alatt a csapat 1936-ban, 1939-ben és 1944-ben NFL-bajnokságot nyert. Hutson maga 18 NFL-rekordot tartott, mielőtt 1945-ben visszavonult. Némely rekordja még ma is áll. 1951-ben a 14-es mezét visszavonták. Ő volt az első, aki a Packersből vonult vissza. 1963-ban az Amerikai Futball Dicsőségcsarnokába került. Hutson nyugdíjba vonulása után a csapat lejtmenetbe került, 1949-ben voltak a legmélyebb válságban. 1958-ban leigazolták a New York Giants korábbi játékosát, Vince Lombardit a Packers vezetőedzőjének. Lombardi alatt a csapat az 1960-as évek sztárcsapata volt, 5 bajnoki címet nyertek el hét év alatt, köztük a Super Bowl első két kupáját. A Lombardi-korszak sztárjai Bart Starr, Jim Taylor, Carroll Dale, Paul Hornung, Forrest Gregg, Jerry Kramer, Willie Davis, Henry Jordan, Willie Wood, Ray Nitschke, Dave Robinson és Herb Adderley voltak.
1959-ben a Packers a Chicago Bears-szel ütközött meg az első meccsen és nyert 9-6-ra .Ezzel az első három meccsen a Packers nyert , de a következő öt meccsen vesztettek, majd a végén négy meccset nyertek. 1947 óta először értek el pozitív mérleget 7-5 arányban , Lombardi segítségével, akit az Év edzőjének választottak. 1960-ban Paul Hornung játékával 176 pontot szereztek, megnyerték az NFL nyugati divíziójának bajnoka címet, a Philadelphia Eagles ellen NFL-döntőt vívtak, ez volt az egyetlen NFL-bajnoki csata, amiben vesztettek Lombardi edző irányítása alatt. A következő évben a New York Giants ellen léptek pályára a döntőben és 1944 után újra NFL-döntőt nyertek. 1961-től Green Bay városát „Titletown”-nak („címváros”) becézték. 1970-ben Lombardi halála után a Super Bowl trófeáját Vince Lombardi-trófeának nevezték el. A Green Bay stadionjának címe 1265 Lombardi Avenue 1968 óta, amikor Green Bay városa a Highland Avenue-t átnevezte.
Az 1970-es évektől a 90-es évekig számos edző irányította a csapatot (Phil Bengtson, Dan Devine, Bart Starr, Forrest Gregg és Lindy Infante), köztük többen játékosok is voltak a Lombardi-érában, majd 1991-ben Ron Wolf lett a csapat tulajdonosa, aki leigazolta 1992-ben a San Francisco 49ers csapatától Mike Holmgrent vezetőedzőnek. Az 1993-as és az 1994-es szezonban is az elődöntőig jutottak el vele. 1995-ben NFC-középdivíziós bajnokságot nyertek, 1972 óta először. 1996-ban újra eljutottak a Super Bowl döntőjéig, 29 év után, és 35-21-re megverték a New England Patriots csapatát, amivel elnyerték a 12. bajnoki érmüket, ami a mai napig NFL-rekord. 1997-ben megnyerték második NFC-bajnokságukat, visszatértek a Super Bowl döntőjébe, de kikaptak a Denver Broncos csapatától 31-24-re.
2000-től 2005-ig Mike Sherman volt a csapat vezetőedzője, majd leváltották, utóda a San Francisco korábbi támadója, Mike McCarthy lett. Az új Super Bowl győzelem azonban elmaradt. 2006-tól 2010-ig a csapat nem teljesített jól, még az NFC győzelem sem sikerült.

## Játékosok
| A Green Bay Packers játékosai | A Green Bay Packers játékosai | A Green Bay Packers játékosai | A Green Bay Packers játékosai | A Green Bay Packers játékosai | A Green Bay Packers játékosai | A Green Bay Packers játékosai |
| --- | ----------------------------- | --- | ----------------------------- | --- | ----------------------------- | --- |
| Quarterback - 10 Jordan Love - 12 Aaron Rodgers Running back - 33 Aaron Jones - 28 Aj Dillon - 32 Kylin Hill Wide receiver - 13 Allen Lazard - 83 Marquez Valdes-Scantling - 8 Amari Rodgers - 18 Randall Cobb - 86 Malik Taylor Tight end - 85 Robert Tonyan - 89 Marcedes Lewis - 49 Dominique Dafney - 81 Josiah Deguara |                               | Offensive linemen - 74 Elgton Jenkins - 77 Billy Turner - 62 Lucas Patrick - 71 Josh Myers - 70 Royce Newman - 76 Jon Runyan - 69 David Bakhtiari - 73 Yosh Nijman - 79 Dennis Kelly - 67 Jake Hanson Defensive linemen - 97 Kenny Clark - 96 Kingsley Keke - 95 Tyler Lancaster - 93 T.J. Slaton - 90 Jack Heflin - 94 Dean Lowry |                               | Linebacker - 91 Preston Smith - 52 Rashan Gary - 53 Jonathan Garvin - 59 De’Vondre Campbell - 51 Krys Barnes - 42 Oren Burks - 44 Ty Summers - 58 Isaiah McDuffie Defensive back - 23 Jaire Alexander - 20 Kevin King - 21 Eric Stokes - 39 Chandon Sullivan - 22 Shemar Jean-Charles - 24 Isaac Yiadom - 29 Rasul Douglas - 31 Adrian Amos - 26 Darnell Savage - 41 Henry Black - 36 Vernon Scott - Special Team - 2 Mason Crosby - 43 Hunter Bradley - 7 Corey Bojorquez |                               | Gyakorló csapat - QB Kurt Benkert - OL Ben Braden - OL Jacob Capra - OL Cole Van Lanen - TE Bronson Kaufusi - WR Equanimeous St. Brown - WR Juwann Winfree - WR Chris Blair - RB Patrick Taylor - DL Abdullah Anderson - EDGE Tipa Galeai - LB Ray Wilborn - CB Kabion Ento - S Innis Gaines - K JJ Molson - LS Steven Wirtel Forrás: Roster 2021. november 1-én frissítve Depth Chart • |

## Mez, logó

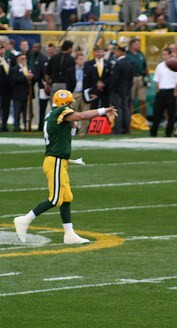
Packers játékos

Curly Lambeau, a csapat egyik alapítója a mezeket korábbi munkaadójától vette, aki feltételként tűzte ki, hogy támogatása fejében a csapatot róla nevezzék el, az Indian Packing Company után. Ugyanez zajlott le a következő évben a Decatur Staleys nevet viselő csapattal is, akikből a Chicago Bears lett. A korabeli újságokban a csapat neve The Indians volt, de mire elkezdtek játszani, addigra a Packers nevet vették fel. Az első években a csapatra utaltak a Bays, a Blues (vagy nagyritkán a Big Bay Blues) nevekkel is.
1920-ban a vállalat az Acme Packing Company tulajdonába került, amely továbbra is támogatta a csapatot. Az NFL-ben töltött első évadban a mezen az Acme Packers felirat volt olvasható. Lambreau a Notre Dame Egyetem színeit vette kölcsön, a tengerészkéket és az aranyat. És ahogy az 1930-as és 1940-es évek írjei, néha a zöld és arany keverékét használták, mielőtt visszatértek volna a kék-arany összeállításhoz.
1950-re a csapat megváltoztatta a színeit, a vadász-zöldre és a taxi-aranyra. A tengerészkéket mint másodlagos színt megőrizték, de lassan kikopott a tudatból. 2001-ben a csapat a 30-as évek mezeit vette elő, majd 2003-ban a 60-as évek mezeit.
Az ovális G-logót 1961-ben alkotta meg a csapatmenedzser, George "Dad" Braisher. 1961-ig számos logót használtak, de a G az egyetlen, ami megjelent a sisakon. Bár a csapat kevés engedélyt ad ki hasonló logó használatára, a Georgia Egyetem és a Grambling State University is hasonlót használ, a Packers birtokolja ezek jogát. A Georgia 1964-ben vette ezt át, más színben.